# Energizer
Energizer Holdings, Inc. (Енерджайзър), базирана в Таун енд Кънтри, Мисури, е един от най-големите производители на батерии и фенерчета в света. Британската компания Wilkinson Sword също принадлежи към групата от 2003 г. до отделянето ѝ през 2015 г.

## История на компанията
Историята на Energizer започва през 1886 г., когато Уошингтън Хърбърт Лорънс (1840 – 1900), тогавашен управител на Brush Electric Company , основава National Carbon Company (NCC). През 1896 г. Energizer предлага първите потребителски батерии. Тогавашната 6-инчова батерия „The Columbia“ е разработена за захранване на първите домашни телефони. Две години по-късно руският имигрант Конрад Хюбърт основава American Electrical Novelty and Manufacturing Company (AENMC) в Ню Йорк за производство и предлагане на пазара на нови разработки, използващи батерии.
През 1905 г. AENMC променя името си на American Ever Ready, за да се отнася по-добре до производството на фенерчета. American Ever Ready става подразделение на National Carbon Company през 1914 г. Заедно те създават първата компания, специализирана за производство на батерии и фенерчета.
National Carbon Company се слива с Union Carbide Company през 1917 г. и разширява дейността си в Съединените щати, Канада и Мексико. През следващите 32 години Union Carbide става известна като единствения универсален производител на батерии и фенерчета от всякакъв размер. С разширяването на Union Carbide се създава търговската марка „Eveready“.
С течение на времето всички продукти са преименувани на новата марка „Energizer“.
Eveready Battery Company/Energizer разработва първата 9-волтова батерия (1956 г.). Компанията разработва и първите батерии за транзисторни радиостанции. Първите зареждащи се никел-кадмиеви акумулатори са пуснати от Energizer през 1958 г. Първата стандартна алкална батерия е разработена от Energizer през 1959 г.
Energizer разработва първата клетка от сребърен оксид за използване в слухови апарати или часовници около 1960 г. Това създава и основата за технологията за литиеви батерии, които за първи път се предлагат на пазара през 1963 г.
През 1986 г. Ralston Purina Co., базирана в Сейнт Луис, Мисури, закупува Eveready Battery Company, холдинговата компания на всички марки Energizer.
През 2007 г. Energizer придобива производителя на хигиенни продукти Playtex Products. Energizer плаща (включително поетия дълг) 1,9 млрд. щ.д. (1,4 млрд. евро тогава) за Playtex.
На 1 юли 2015 г. групата се разпада. Подразделението за битови стоки (батерии, фенерчета) е отделено като Energizer Household Products (EHP) и по-късно се връща на името Energizer Holdings. Бившият Energizer Holdings, който запазва продуктите за лична хигиена (марки Schick, Wilkinson Sword, Playtex, Hawaiian Tropic, Edge), е преименуван на Edgewell Personal Care.
През януари 2018 г. Energizer купува подразделението за батерии Rayovac на конгломерата Spectrum Brands, включително правата върху търговската марка на Varta за потребителски батерии. Въпреки това, само една година по-късно, по нареждане на антитръстовите органи на ЕС, Energizer се налага да се откаже от бизнеса си с битови батерии в ЕС, който след това е изкупен обратно от Varta.